# 리빈 (외교관)
리빈(李濱, 1956년 7월 ~ )은 중화인민공화국의 외교관이다. 

## 생애
베이징 출신. 북한 김일성종합대학에서 유학. 1977년부터 외교부 근무. 주 북한 대사관 3등 비서관, 2등 비서관. 1994년 주한 중국대사관 참사관. 2001~2005년 주한 중국대사. 2005~2006년 한반도 사무 특사. 2006년 산둥성 웨이하이 시 수석부시장으로 좌천. 2006년말 공안 당국에 비밀 누설 혐의로 체포됨. 이후 7, 8년 형을 받은 것으로 알려짐. 2007년 1월 10일 부시장 명단에서 삭제됨. 그 후 중화인민공화국 외교부 산하 국제문제연구소의 연구원으로 있다는 소문이 돌았음.

## 경력
- 1977년부터 중국 외교부 입부
- 주 북한 중국대사관 3등 비서관, 2등 비서관
- 1994년 주한 중국대사관 참사관
- 2001~2005년 주한 중국대사
- 2005~2006년 한반도 사무 특사
- 2006년 산둥성 웨이하이 시 수석부시장